# روجر بواس
روجر بواس هو سياسي أمريكي، ولد في 21 أغسطس 1921 في سان فرانسيسكو في الولايات المتحدة، وتوفي بنفس المكان في 10 فبراير 2017. نشط حزبياً في الحزب الديمقراطي.